# Mohair DC

Das Vereinslogo von Mohair DC

Der Mohair DC war ein Schweizer NLA-Dartclub aus Winterthur.
Der Verein wurde zweimal Schweizer Meister. Zuletzt spielten sie seit 2007 in der Nationalliga B, schafften aber 2011 den Wiederaufstieg in die höchste Spielklasse. Der am 28. April 1984 gegründete Verein hatte seine Heimspielanlage im letzten Jahr vor seiner Auflösung im Restaurant Loge in Winterthur, zuvor haben sie ihre Spiele im Kronen Pub in Winterthur-Seen ausgetragen. Nach einer letzten erfolgreichen Saison in der NLB und dem damit verbundenen Aufstiegsplatz meldete der Verein für 2012 keine Mannschaft mehr für den Meisterschaftsbetrieb an.

## Erfolge
- Schweizer Meister: 1992, 1994
- Vizemeister: 1990, 1993, 1995, 1996, 1999, 2000, 2001, 2004